# Meseta de Arnhem
La meseta de Arnhem, una biorregión provisional australiana, se encuentra en el Territorio del Norte de Australia, comprendiendo un área de 2 306 023 hectáreas (5 698 301,9 acre) de la meseta de arenisca elevada y muy diseccionada que caracteriza el centro de la tierra de Arnhem en el extremo superior (el Top End) del Territorio del Norte.

## Descripción
El límite de los 22 000 kilómetros cuadrados (8494,2 mi²) de esta Área Importante para las Aves (IBA) se define en gran medida por la extensión de la vegetación adecuada para el maluro gorjiblanco. El hábitat más importante para los pastos es la roca desnuda y los pastizales de spinifex. Otra vegetación incluye arboledas de sabana monzónica abierta y parches de selva tropical, especialmente la dominada por el árbol endémico Allosyncarpia ternata.  Aproximadamente una cuarta parte de la IBA se encuentra dentro del parque nacional Kakadu; un valor atípico en el sur se encuentra en el parque nacional Nitmiluk, y gran parte del resto se incorporará al Área Protegida Indígena Wardekken.

### Avifauna
Identificada como un área importante para las aves por BirdLife International, la meseta alberga a toda la población de pichones de maluros gorjiblancos, y a la mayoría de las poblaciones de mieleros listados, palomas roqueras alirrufas y la subespecie local de tilopos del Alligator y filemones de yelmo. También es compatible con las poblaciones de alcaravanes colilargos, loritos variegados, rosellas del norte, pitas arcoíris, mieleros unicolores,  amarillentos, pechibarrados y bandeados, filemones coronados, diamantes enmascarados y colilargos, y picanzos roqueros.